# Bolsterlang
Bolsterlang è un comune tedesco di 1 057 abitanti, situato nel land della Baviera.